# Хоукинс, Мартин
Мартин Хоукинс — американский легкоатлет, который на олимпийских играх 1912 года выиграл бронзовую медаль на дистанции 110 метров с барьерами. Владел мировым рекордом в беге на 120 ярдов — 15,2 с. На отборочных соревнованиях в олимпийскую сборную 1912 года также участвовал в метании копья, однако он показал результат 40,75 м, и его не включили в число участников этого вида программы.
После завершения спортивной карьеры работал адвокатом, а в 1940 году был избран в окружной суд. В 1997 году был включён в зал славы Орегонского университета.